# رحل سلام
رَحْل سَلَام هي بلدية في كُماركة وادي البيضاء في منطقة بلنسية بإسبانيا. الأرض استوطنت منذ عصور ما قبل التاريخ كما يتضح من القطع الفخارية التي عثر عليها في جبال رَحْل. 